# جری ساینفلد
جری ساینفلد (به انگلیسی: Jerry Seinfeld) (زاده ۲۹ آوریل ۱۹۵۴) تهیه‌کننده، بازیگر، کمدین و نویسندهی آمریکایی است. شهرت وی بیشتر به خاطر بازی در سریال طنز موقعیت «ساینفلد» است که از زندگی خودش بوده است.
بسیاری از کارهای این هنرمند در ایران دیده نشده است.
او برنده جايزه امی و گلدن گلوب برای بازیگری کمدی و نویسندگی است.
او همچنین در انیمیشن (Bee Movie) صداگذار (بری زنبوره) بود. 
وی همچنین  در مستند کمدین به ایفای نقش پرداخت.
نمایش‌ها و استنداپ کمدی‌های او از محبوب‌ترین‌ها در سطح اول آمریکا و نیویورک - برادوی تقلی میشوند و آلبوم‌های کمدی که هرسال منتشر میکند، مرتبا نامزد جایزه امی هستند.